# Cyclogomphus heterostylus
Cyclogomphus heterostylus är en trollsländeart som först beskrevs av Selys 1854.  Cyclogomphus heterostylus ingår i släktet Cyclogomphus och familjen flodtrollsländor. IUCN kategoriserar arten globalt som otillräckligt studerad. Inga underarter finns listade i Catalogue of Life.